# Копете, Джонатан
Джоната́н Копе́те Вале́нсия (исп. Jonathan Copete Valencia; 23 января 1988 года, Кали) — колумбийский футболист, нападающий «Пачуки». Также имеет паспорт гражданина Венесуэлы.

## Биография
Джонатан Копете начал профессиональную карьеру в Венесуэле, в клубе «Трухильянос», в 2005 году. До того он непродолжительное время занимался в молодёжной команде аргентинского клуба «Альмагро». В Венесуэлу Копете переехал под влиянием своей жены-венесуэлки, у пары есть сын Джонатан Александер.
В 2007—2009 годах выступал за «Атлетико Трухильо», которому в сезоне 2008/09 помог выиграть Второй дивизион чемпионата страны, после чего вернулся в «Трухильянос». В сезоне 2010/11 выступал за «Самору» из Баринаса, в составе которой выиграл Клаусуру 2011. В Венесуэле это вторая стадия единого первенства, и в матчах за чемпионский титул «Самора» уступила «Депортиво Тачире», и стала вице-чемпионом.
По окончании сезона Копете перешёл в «Санта-Фе» и, наконец, дебютировал в чемпионате родной страны. С клубом из Боготы он впервые в карьере выиграл национальное первенство — Апертуру 2012. Успешные выступления в Кубке Мустанга привлекли внимание зарубежных клубов и в 2012 году Копете перешёл в аргентинский «Велес Сарсфилд». С «Велесом» колумбиец выиграл чемпионат Инисиаль 2012, а также был в составе команды, которая, обыграв в одном матче «Ньюэллс Олд Бойз» (победителя Финаля 2013), была провозглашена чемпионом сезона 2012/13, но на поле в финале чемпионата сезона он не появлялся.
В 2014—2016 годах Джонатан Копете выступал за «Атлетико Насьональ» из Медельина, во второй раз став чемпионом Колумбии (Финалисасьон 2015), а также выиграв Суперлигу Колумбии 2016. В розыгрыше Кубка Либертадорес 2016, в котором «атлеты» дошли до полуфинала с лучшими показателями среди всех команд (турнир продолжается), Копете сыграл в восьми матчах и забил три гола — столько же, сколько его партнёры Алехандро Герра, Орландо Беррио и Марлос Морено.
23 мая 2016 года бразильский «Сантос» объявил о покупке колумбийского нападающего за 1,5 млн долларов. Клубы не сумели договориться по поводу того, чтобы Копете сыграл за «Атлетико Насьональ» с «Сан-Паулу» в полуфинале Кубка Либертадорес. Копете в первых двух матчах за новый клуб отличился двумя забитыми мячами.

## Титулы
- Чемпион Аргентины (2): 2012 (Инисиаль), 2012/13
- Чемпион Колумбии (2): 2012 (Апертура), 2015 (Финалисасьон)
- Вице-чемпион Венесуэлы (1): 2010/11
- Чемпион Второго дивизиона Венесуэлы (1): 2008/09
- Победитель Суперлиги Колумбии (1): 2016